# 링크 빌딩
검색 엔진 최적화(SEO)에서 링크 빌딩(link building)은 특정 페이지 또는 웹 사이트의 검색 엔진 순위를 올려주기 위한 일련의 작업을 말한다. 이 작업은 페이지 및 웹사이트의 순위에 영향을 미치기 때문에 구글에서도 사이트의 가치를 측정하는데 유용하고, 링크의 숫자는 순위를 결정하는데 중요한 요소이며, 링크 품질은 이보다 더 중요하다고 설명하고 있다.

## 유형
링크 빌딩의 유형은 대표적으로 상호 링크, 블로그 및 포럼 댓글 링크, 소셜 북마크, 이미지 링크, 게스트 블로깅, 문장 앵커 링크, 작가 프로필 링크등으로 구분 할 수 있다.

### 상호 링크
상호 링크는 두 개의 웹사이트가 트래픽을 어느 정도 보장해주기 위해 서로 링크를 서로 걸어주는 것을 말한다. 이것은 가장 편리하고 유용한 링크 전략으로 통했지만, 05년 구글의 업데이트 이후로 이 링크빌딩 전략은 웹사이트 및 페이지 순위 요소에서 완전히 제외되었다.

### 블로그 및 포럼 댓글
블로그 및 포럼에는 사용자들이 자유롭게 댓글을 달 수 있는데, 이 댓글에 웹사이트 및 페이지에 대한 링크를 걸어 방문자를 유도하는 방식이다. 그러나 거의 모든 유형은 nofollow 속성이기 때문에 순위에 대한 영향은 전혀 존재하지 않는다.

### 이미지 링크
이미지 링크는 일반적으로 인포그래픽과 같이 정보가 풍부한 이미지를 사용자들이 웹사이트 및 소셜미디어에 공유함으로써 자연적으로 얻을 수 있는 링크다. 이것은 정보를 제공함과 동시에 링크점수를 얻을 수 있는 방법이다.

### 게스트 블로깅
게스트 블로깅은 특정 사이트의 운영자에게 콘텐츠를 제공하는 대신 그에 대한 보상으로 자신의 웹사이트로 유입을 시켜주는 것으로 보상을 받는 방식이다. 그러나 이 방법 역시 스팸으로 간주되는 작업이 많이 늘어갔기 때문에 구글에서는 nofollow 속성을 포함할 것을 권장하고 있다.

## 같이 보기
- 페이지랭크